# Kurt Müller-Graf

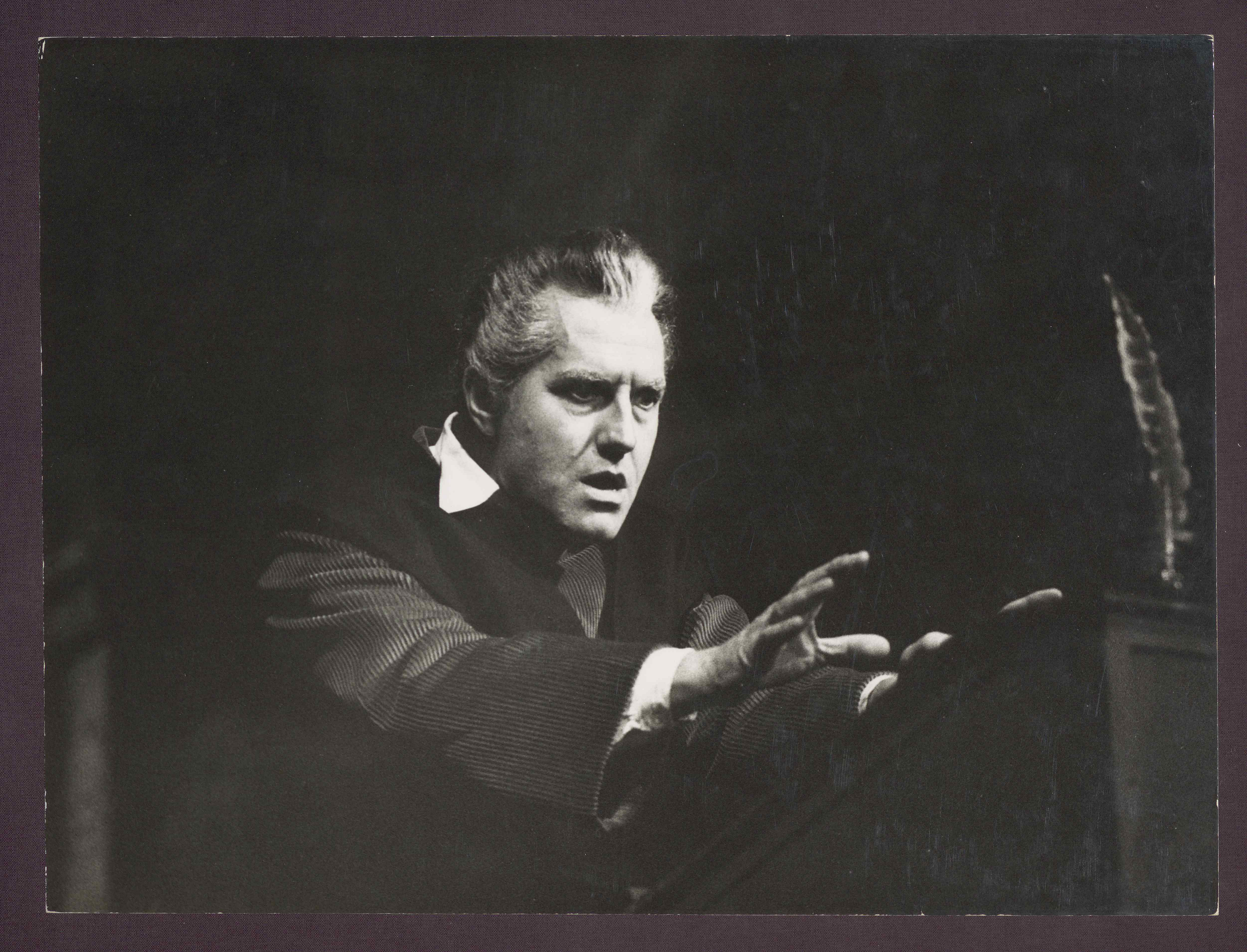
Kurt Müller-Graf in Faust am Badischen Staatstheater Karlsruhe (1963/1964)

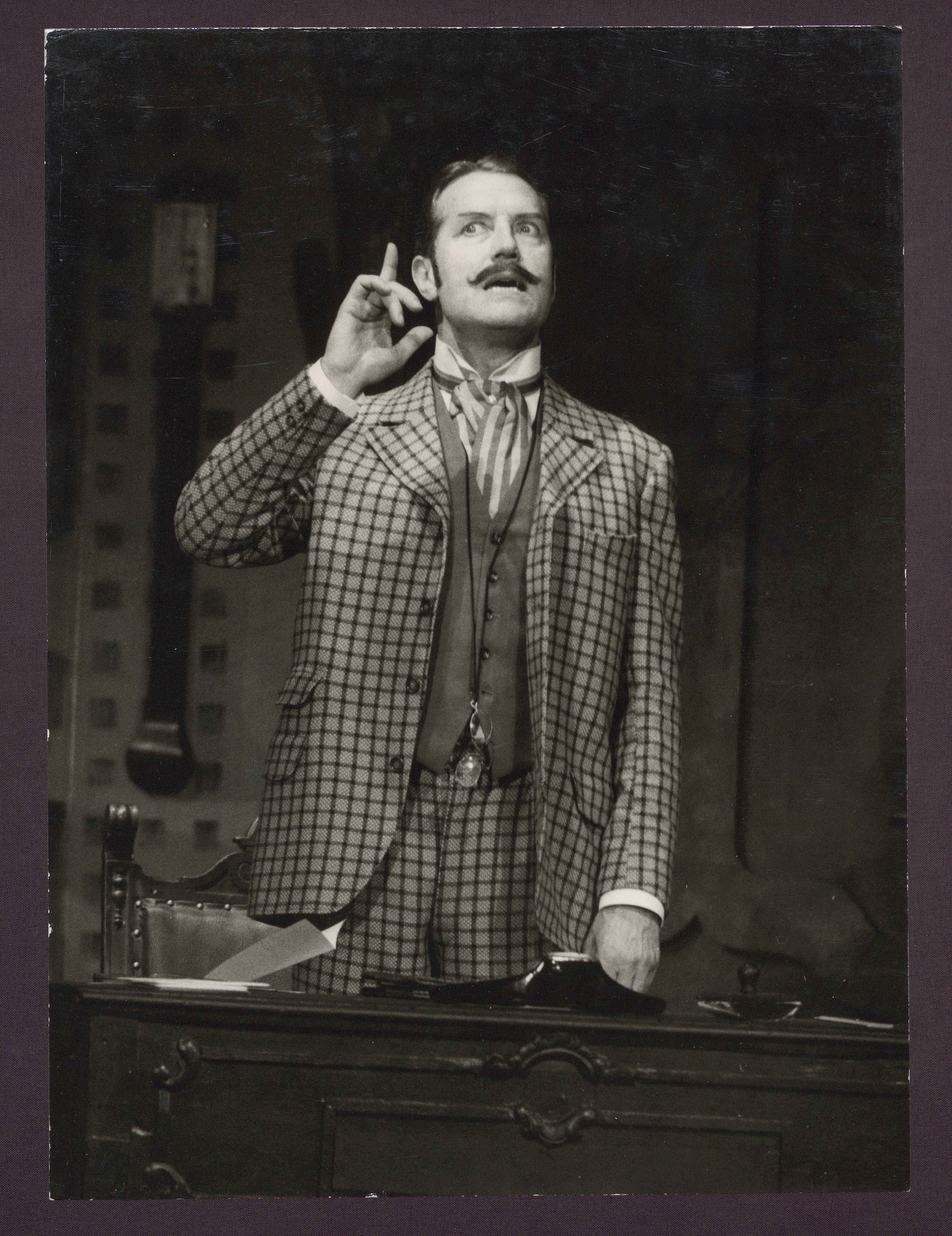
Müller-Graf in Die Kassette von Carl Sternheim (1964/1965)

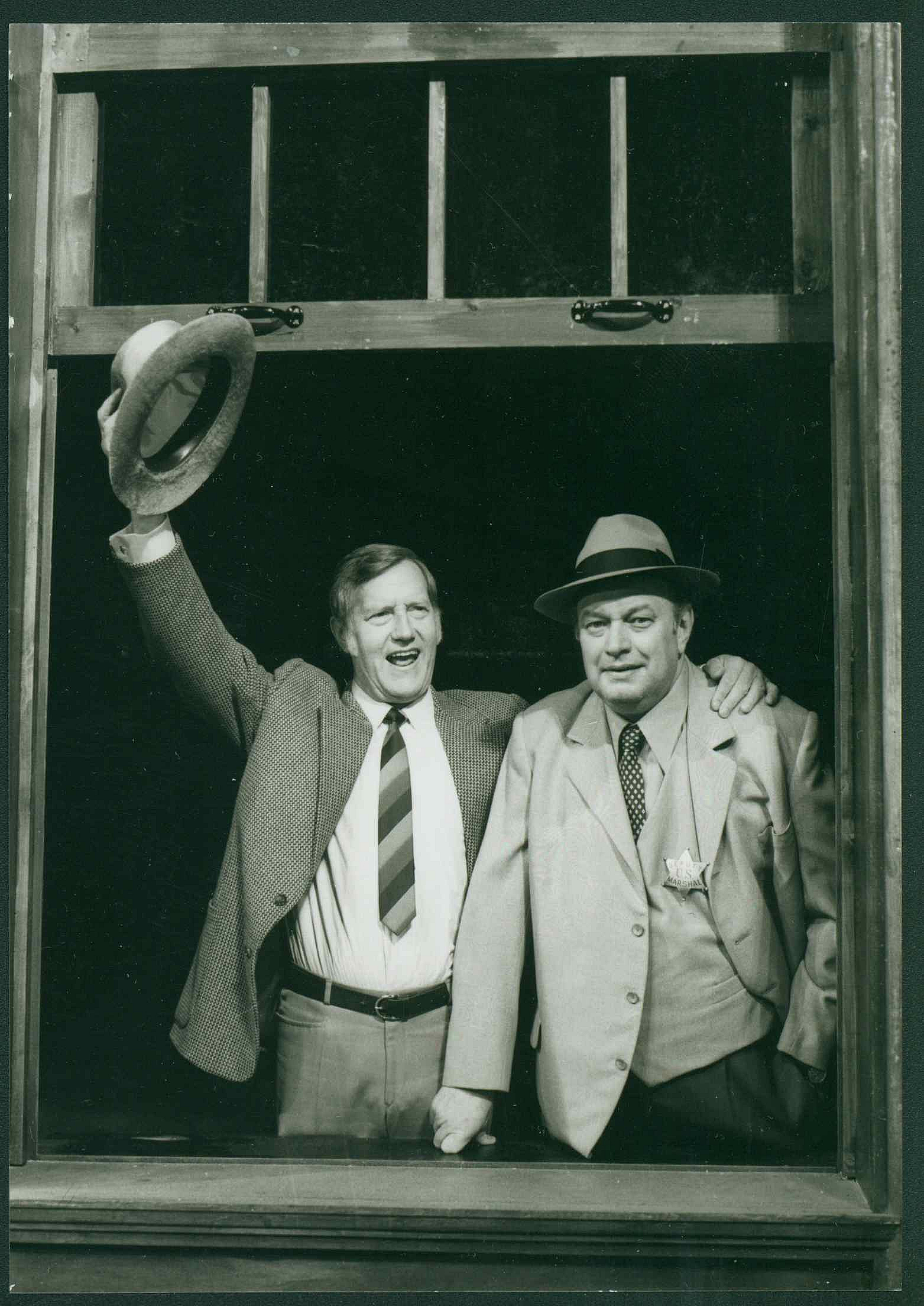
Müller-Graf in Reporter von Ben Hecht/Charles MacArthur, rechts Günther Epperlein (1977/1978)

Kurt Müller-Graf (* 9. August 1913 in Karlsruhe; †  10. August 2013 ebenda) war ein deutscher Schauspieler und Festspielintendant.

## Leben
Müller-Graf begann seine Schauspielkarriere 1930 als Statist bei den Volksschauspielen Ötigheim. Nach Absolvieren einer Schauspielausbildung hatte er Engagements am Staatstheater Karlsruhe, am Bayerischen Staatsschauspiel, dem Schauspielhaus Zürich, am Nationaltheater Mannheim und dem Wiener Burgtheater.
Sein Filmdebüt hatte er 1941 in einer Nebenrolle in Georg Wilhelm Pabsts Komödianten. Müller-Grafs Ausflüge von der Bühne zum Film erfolgten bis in die 1950er Jahre, waren aber nur sporadisch. Davon blieb der unter Erich Engel gedrehte Film Wo ist Herr Belling? (1945) ein unvollendeter Überläuferfilm. Müller-Graf stand 1944 in der Gottbegnadeten-Liste des Reichsministeriums für Volksaufklärung und Propaganda.
In den 1960er Jahren trat er in einzelnen Fernsehproduktionen auf. Nach Erreichen des Pensionsalters gründete er 1979 die Ettlinger Schlossfestspiele, deren Intendant er zwölf Jahre lang war.
Müller-Graf war Träger der Verdienstmedaille des Landes Baden-Württemberg (1978) und des Bundesverdienstkreuzes Erster Klasse (1983). 2008 wurde er zum Ehrenbürger der Stadt Ettlingen ernannt.
Zu seinem 100. Geburtstag wurde er mit einem Empfang im Ettlinger Schloss geehrt. In der folgenden Nacht musste er in ein Krankenhaus in Karlsruhe eingeliefert werden, wo er am nächsten Tag starb.

## Filmografie
- 1941: Komödianten
- 1942: Die See ruft
- 1942: Der Hochtourist
- 1943: Der unendliche Weg
- 1944: Das Lied der Nachtigall
- 1944: Der Täter ist unter uns
- 1944/49: Die Nacht der Zwölf
- 1944/50: Die Schuld der Gabriele Rottweil
- 1945: Wo ist Herr Belling? (unvollendet)
- 1951: Die Passion von Oetigheim
- 1959: Die Nackte und der Satan
- 1962: Liebe im September (Fernsehfilm)
- 1963: Der Arzt am Scheidewege (Fernsehfilm)
- 1969: Gauner, Gelder und Giraffen (Fernsehfilm)
- 1982: Gestern wird morgen sein (aus der Fernsehserie: Unheimliche Geschichten)